# یواس‌اس کونتز (دی‌دی‌جی-۴۰)
یواس‌اس کونتز (دی‌دی‌جی-۴۰) (به انگلیسی: USS Coontz (DDG-40)) یک کشتی بود که طول آن 512' 6" (156.2 m) (oa) بود. این کشتی در سال ۱۹۵۸ ساخته شد.